# Bournmoor
Bournmoor is een  civil parish in het bestuurlijke gebied Durham, in het Engelse graafschap Durham.